# ژورنال مطالعات آسیای جنوب‌شرقی
ژورنال مطالعات آسیای جنوب‌شرقی (به انگلیسی: Journal of Southeast Asian Studies) ژورنال آکادمیک داوری همتا شده است که مطالعات علمی دربارهٔ آسیای جنوب‌شرقی (برونئی، کامبوج، اندونزی، لائوس، مالزی، میانمار، فیلیپین، تیمور شرقی، سنگاپور، تایلند و ویتنام) را پوشش می‌دهد. این نشریه مقالاتی را از طیف وسیعی از رشته‌های علوم انسانی و اجتماعی منتشر می‌کند. بخش گسترده ژورنال در زمینه بازبینی کتاب شامل آثار در زمینه زبان‌های جنوب‌شرقی می‌شود.

## تاریخچه
ژورنال مطالعات آسیای جنوب‌شرقی در سال ۱۹۶۰ میلادی توسط کندی ترگونینگ بنیانگذاری شد و در سال ۱۹۶۹ میلادی تغییر نام یافت.

## چکیده و فهرست
این ژورنال در کتاب‌شناسی بین‌المللی ادبیات ادواری، کتاب‌شناسی بین‌المللی نقدهای کتاب ادبیات پژوهشی، فرانسیس، نمایه استنادی علوم انسانی و هنر و نمایه استنادی علوم اجتماعی فهرست‌بندی و نمایه شده است.